# Wieża ciśnień na Mokrem w Toruniu
Wieża ciśnień na Mokrem w Toruniu – nieistniejąca wieża ciśnień znajdująca się przy ul. Pod Dębową Górą 35 na Mokrem w Toruniu.
Była nazywana Waserką. Budowa wieży rozpoczęła się w 1902 roku, została oddana do użytku przed 1906. Początkowo służyła ona na potrzeby wsi Mokre. Ze względu na jej zły stan techniczny, Mokre (już po przyłączeniu do Torunia) zaczęło korzystać ze stacji wodociągowej Stare Bielany przy ul. św. Józefa. Wieża ciśnień na Mokrem została wyłączona. W okresie międzywojennym zapadła decyzja o jej zburzeniu, jednak istniała ona co najmniej do 1943 roku. Obecnie na terenie gdzie stała wieża znajduje się siedziba firmy Ostpol Motors.